# 1950年のラジオ (日本)
1950年のラジオ (日本)では、1950年の日本のラジオ番組、その他ラジオ界の動向について記す。

## 主なその他ラジオ関連の出来事
- 3月25日 - NHKが盛岡、宮崎、北見でラジオ第2放送を開始。
- 4月25日 - NHKが旭川、帯広、釧路、甲府、鳥取、大分でラジオ第2放送を開始。
- 6月1日 - この日、無線電信法に代わる放送関連の規制法「電波三法（電波法・放送法・電波監理委員会設置法）」が施行。放送法施行に伴い、NHKが社団法人から特殊法人に改組されたほか、民間放送事業者設置に関する規定が初めて明文化された[1]。
- 7月～8月 - レッドパージにより、共産主義者およびその支持者と目されたNHK職員のべ119人が解雇される[1]。
- 11月6日 - NHKラジオの時報音の零秒音を衝撃音から持続音に変更[2]。

## 開始番組

### 1950年1月放送開始
NHKラジオ第1放送
- 3日 - 愉快な仲間
- 8日 - 今週の明星[3]

### 1950年3月放送開始
NHKラジオ第1放送
- 18日 - 若い女性

NHKラジオ第2放送
- 6日 - 趣味の手帳[3]

### 1950年4月放送開始
NHKラジオ第1放送
- 1日 - 経済ニュース
- 30日 - 三太物語[3]

NHKラジオ第2放送
- 1日 - 女性教室[3]
- 2日 - ラジオ漫画

### 1950年5月放送開始
NHKラジオ第1放送
- 14日 - 若い農民

### 1950年6月放送開始
NHKラジオ第1放送
- 14日 - 私の見たこと聞いたこと[3]

NHKラジオ第2放送
- 19日 - 明るい生活

### 1950年8月放送開始
NHKラジオ第1放送
- 3日 - 世界の危機[2]

### 1950年9月放送開始
NHKラジオ第1放送
- 1日 - 気まぐれショウボート[2]

### 1950年11月放送開始
NHKラジオ第1放送
- 11日 - ラジオ喫煙室[2]
- 12日 - 国際連合だより[2]

NHKラジオ第2放送
- 6日 
  - リズムアワー
  - 夜のしらべ

## 終了番組

### 1950年12月放送終了
NHKラジオ第1放送
- 29日 - 鐘の鳴る丘